# Gasela d'Aràbia
|  | Per a altres significats, vegeu «Gazella arabica». |

La gasela d'Aràbia (Gazella gazella) és una espècie de gasela que té una distribució àmplia però desigual per la Península Aràbiga.
Viu a muntanyes, als peus de turons i a les planes costaneres. La seva distribució està estretament relacionada amb la de les acàcies que creixen en aquestes àrees. És una espècie principalment pasturadora, tot i que pot variar els costums depenent de la disponibilitat d'aliments. Està menys ben adaptada a les condicions caloroses i seques que la gasela comuna, que sembla haver substituït la gasela d'Aràbia a parts de la seva distribució a l'acabament de l'Holocè, en un període d'escalfament climàtic. En queden menys de 15.000 exemplars dins el seu àmbit de distribució natural més de 10.000 dels quals són de la subespècie G. g. cora, menys de 3.000 de la subespècie israeliana G. g. gazella, menys de 1.000 de G. g. farasani, menys de 250 de G. g. muscatensis i 19 de la subespècie G. g. acaiae.